# Ruwenzorisångare
Ruwenzorisångare (Oreolais ruwenzorii) är en fågel i familjen cistikolor inom ordningen tättingar.

## Utbredning och systematik
Arten förekommer i bergsskogar i östra Demokratiska republiken Kongo, sydvästra Uganda, Rwanda och Burundi. Den behandlas ibland som underart till svarthalsad sångare (O. pulcher). Tidigare placerades den i släktet Apalis men DNA-studier visar att ruwenzorisångaren endast är avlägset släkt.

## Status
IUCN kategoriserar arten som livskraftig.